# Mandat en droit pénal français
Pour un article plus général, voir Mandat (justice).
Ne doit pas être confondu avec Contrat de mandat.
En droit pénal français, un mandat est « un acte par lequel un magistrat (ordinairement un juge d’instruction) prescrit que telle personne lui soit amenée ou soit placée en détention. Les différents mandats, définis par l’art. 122 C.pr.pén., ne peuvent viser qu’une personne déjà tenue pour auteur ou complice des faits » (Jean-Paul Doucet, Dictionnaire de droit criminel). 
Si la majorité des mandats sont dans les mains du juge d'instruction, le mandat de dépôt a été confié au juge des libertés et de la détention.

## Notion de mandat

### Liste des différents mandats
L'alinéa premier de l’art. 122 C.pr.pén. dispose de la liste des mandats :
« Le juge d'instruction peut, selon les cas, décerner mandat de recherche, de comparution, d'amener ou d'arrêt. Le juge des libertés et de la détention peut décerner mandat de dépôt. »
— Article 122 du code de procédure pénale
Il existe donc cinq mandats différents :
1. mandat de recherche,
2. de comparution,
3. d'amener
4. d'arrêt.
5. mandat de dépôt.

Il ne faut pas oublier le mandat d'arrêt européen, type particulier de mandat d'arrêt qui fait l'objet d'un article séparé.

#### Confusion avec la commission rogatoire
- la notion de « mandat de perquisition » n'existe pas en droit français, celle-ci est uniquement présente dans le droit anglo-saxon (Search Warrant). Le mandat en droit français peut dans certains cas s'assimiler à l'ordonnance de «habeas corpus» du droit anglophone dans sa fonctionnalité. 
En France, le cadre légal de l'enquête judiciaire prévoit deux situations différentes. Lors d'une enquête préliminaire, si l'enquêteur ne peut obtenir d'assentiment exprès de l'habitant, il peut s'en dispenser en recourant à une ordonnance du juge des libertés et de la détention saisi par le procureur de la République. En revanche, aucune autorisation d'un magistrat n'est requise lors de l'enquête de flagrance, la perquisition pouvant être menée par l'officier de police judiciaire sous sa propre initiative, à l'exception notable de certains régimes spéciaux, dont les entreprises de presse et les cabinets d'avocats, médicaux et d'huissiers entre autres.
- les expressions « mandat de perquisition » et « commission rogatoire » sont parfois utilisées improprement pour référer l'une à l'autre. Ces deux notions qui se recouvrent partiellement interviennent en fait dans des systèmes judiciaires différents. Par exemple, en droit américain, il convient de parler de « mandat de perquisition », alors qu'en droit français, la notion qui s'en rapproche le plus est la « commission rogatoire ». Ainsi, il n'est pas rare dans les séries ou les films américains traduits en France qu'on entende parler de « commission rogatoire » alors qu'il serait plus juste de faire référence à un « mandat de perquisition ».

### Conditions générales de validité
En droit pénal français, les mandats sont soumis à des conditions de formes communes. Tous les mandats doivent être individualisés et validés par le magistrat qui le remet.

## Types

### Mandat de recherche
Créé par la loi Perben II, il a pour objet l'arrestation par les forces de police d'une personne afin de la placer en garde à vue.
Les juges d'instruction s'en servent parfois pour placer en garde à vue des personnes dont les charges sont suffisantes pour être mises en examen, afin de pouvoir les interroger de manière plus efficace puisqu'il y a moins de garanties pour les droits de la défense. Il ne peut jamais concerner la personne désignée dans un réquisitoire introductif nominatif, un témoin assisté ou une personne mise en examen.
Le procureur de la République peut également délivrer un mandat de recherche (CPP, art. 70 et 77-4, d'après l'art. 86 de la loi Perben II). Ce nouveau moyen d'investigation a pour but de renforcer l'efficacité des enquêtes. Il ne concerne que les personnes à l'encontre desquelles il existe une ou plusieurs raisons plausibles de soupçonner qu'elles ont commis ou tenté de commettre un crime ou un délit puni d'une peine supérieure à 3 ans d'emprisonnement

### Mandat de comparution
« Le mandat de comparution est un acte, notifié officiellement, par lequel un juge d’instruction met en demeure une personne de se présenter devant lui tel jour à telle heure (art. 122 C.pr.pén.). » (Doucet) Son caractère contraignant n'est que formel, mais son irrespect donne nécessairement lieu à la prise d'un mandat effectivement coercitif.
Il concerne les personnes à l'égard desquelles il existe des indices graves ou concordants rendant vraisemblable qu'elles aient participé à la commission d'une infraction.

### Mandat d'amener
« Le mandat d’amener est l’ordre donné par un juge d’instruction à tout dépositaire de la force publique de conduire telle personne devant lui. Ce mandat autorise l’emploi de mesures coercitives (art. 122 CPP.). » (Doucet)
Il concerne les personnes à l'égard desquelles il existe des indices graves ou concordants rendant vraisemblable qu'elles aient participé à la commission d'une infraction.
Il est utilisé quand un individu n'a pas déféré à sa convocation (devant le magistrat), ou qu'il est à craindre qu'il ne défère pas.

### Mandat d'arrêt
« Le mandat d’arrêt est l’ordre donné par un magistrat répressif, à tout dépositaire de la force publique, de rechercher telle personne, de l’arrêter et de la conduire dans une maison d’arrêt (art. 122 C.pr.pén.). » (Doucet)
La durée de la détention est de maximum 24 heures.
Il concerne les personnes à l'égard desquelles il existe des indices graves ou concordants rendant vraisemblable qu'elles aient participé à la commission d'une infraction.
La mesure est notifiée à la personne par un officier ou agent de police judiciaire, ou tout autre agent de la force publique. Par exemple, si la personne est déjà détenue dans un centre pénitentiaire, le procureur de la République peut donner instruction au chef de l'établissement pénitentiaire de notifier la mesure et d'en délivrer une copie à la personne concernée.
La personne qui se voit notifier un tel mandat est privée de sa liberté et bénéficie de droits qui doivent obligatoirement lui être notifiés. Il s'agit des droits prévus aux articles 63-2 et 63-3 du Code de procédure pénale (avis à famille ou employeur, examen médical).

### Mandat de dépôt
« Le mandat de dépôt est l’ordre donné par un magistrat ou un tribunal, au chef d’un établissement pénitentiaire, de recevoir et de détenir telle personne » (art. 122 C.pr.pén.).
Le plus souvent un mandat de dépôt est délivré par le juge des libertés et de la détention. Mais il arrive qu'il le soit par une juridiction, à l'encontre d'un défendeur comparaissant libre et dont la culpabilité vient d'être établie.
Ce mandat est de la compétence du juge des libertés et de la détention et du tribunal correctionnel. C'est l'ordre donné au directeur de l'établissement pénitentiaire de recevoir et détenir la personne jusqu'à ce qu'il en soit autrement ordonné. 
Il ne peut être décerné qu'à l'égard d'une personne mise en examen ou d'une personne présente à l'audience de jugement et à l'encontre de laquelle est prononcée une peine supérieure à un an d'emprisonnement. Ainsi, une personne absente à l'audience de jugement, condamnée à plus d'un an d'emprisonnement, ne peut-elle voir délivrer à son encontre qu'un mandat d'arrêt.

## Sources